# Guy Demel
Guy Roland Demel (* 13. Juni 1981 in Orsay) ist ein ehemaliger französisch-ivorischer Fußballspieler.

## Leben

### Jugend
Guy Demel, der im Pariser Vorort Orsay zur Welt kam, wuchs in Saint-Antoine im Norden von Marseille auf, einem Stadtviertel, das von Gewalt, Drogen und nächtlichem Ausgangsverbot geprägt war. Er berichtete später von seinen früheren Freunden, die im Gefängnis saßen, und dass er sich mit Fußball aus dem Elend habe befreien können.

### Profikarriere
Demel begann seine Profikarriere in der Ligue 2 bei Olympique Nîmes. Anschließend wechselte er zur Saison 2000/01 zum englischen Spitzenklub FC Arsenal, wo er allerdings ein Jahr lang nur in der Reserverunde spielte, da er sich aufgrund der großen Konkurrenz nicht durchsetzen konnte.
Nach diesem einjährigen Intermezzo in London wechselte er 2001 für 600.000 Mark in die deutsche Fußball-Bundesliga zu Borussia Dortmund. Wie zuvor in London konnte sich Demel auch in Dortmund aufgrund starker Konkurrenz auf der rechten Abwehrseite und im Zentrum der Verteidigung nicht durchsetzen. In der Meisterschaftssaison 2001/02 wurde Demel noch nicht in der Bundesliga eingesetzt. Auch 2002/03 spielte er weitestgehend in der Regionalligamannschaft des BVB.
Erst mit dem Trainerwechsel zu Beginn der Saison 2004/05 konnte sich Demel unter Trainer Bert van Marwijk einen Stammplatz auf der rechten Abwehrseite erkämpfen. So wurde unter anderem der HSV auf den sehr vielseitig einsetzbaren Mann von der Elfenbeinküste als rechter Verteidiger, Innenverteidiger und als „Staubsauger“ vor der Abwehr (zentrales defensives Mittelfeld) aufmerksam. Deshalb wechselte Demel anschließend zur Saison 2005/06 zum HSV, wo er sich auf Anhieb einen Stammplatz erkämpfte und zwischenzeitlich auch im rechten Mittelfeld zum Einsatz kam.
Am 31. August 2011 verpflichtete West Ham United, das zuvor aus der Premier League abgestiegen war, Demel. Er unterschrieb einen Zwei-Jahres-Vertrag bis zum 30. Juni 2013 mit Option auf ein weiteres Jahr, womit er nach zehn Jahren in Deutschland nach England zurückkehrte. Mit West Ham erreichte Demel in der Football League Championship 2011/12 den dritten Tabellenplatz und feierte über die Play-off-Runde den Aufstieg in die Premier League. Im Sommer 2015 wechselte Demel nach Schottland zu Dundee United, mit dem Verein stieg er jedoch aus der schottischen Premiership ab und schloss sich nach kurzer Vereinslosigkeit im Januar 2017 dem Red Star FC in der französischen Ligue 2 an. Im Sommer darauf beendete Demel seine Laufbahn.

### Nationalmannschaft
Guy Demel nahm 2004 die Staatsbürgerschaft der Elfenbeinküste an, da seine Eltern aus diesem Land stammen. Seitdem wurde er regelmäßig in den Kader der Ivorischen Fußballnationalmannschaft berufen, mit der er sich für die Weltmeisterschaft 2006 in Deutschland und die WM 2010 in Südafrika qualifizierte. Am 10. Februar 2006 erreichte die Elfenbeinküste das Finale des Afrika-Cups und unterlag erst im Elfmeterschießen gegen den Sieger Ägypten. Demel spielte bei diesem Turnier in einer Vorrundenpartie und im Halbfinale mit.

### Privates
Guy Demel ist seit Frühjahr 2007 verheiratet und hat zwei Töchter. Außerdem ist er der Onkel des französischen Fußballspielers Jonathan Béhé.